# 정원진
정원진(政原進, 1994년 8월 10일 ~ )은 대한민국의 축구 선수로 포지션은 미드필더, 공격수이다. 현재 인천 유나이티드에서 활약하고 있다.

## 프로 입단 이전
정원진은 의정부시 충의중학교, 포항 스틸러스 산하의 유소년 팀인 포항제철고등학교를 거쳤으며, 포항제철고의 2011년과 2012년 고교 챌린지리그 우승에 기여하였다. 2013년 초, 졸업과 함께 포항 스틸러스에 우선지명된 뒤 영남대학교에 진학하였다. 영남대학교에서 주전으로 활약하여 2013년 U리그 우승에 기여하였으며, 그 해 U리그 챔피언십에서 베스트 영플레이어상을 수상하기도 하였다. 또한 2014년 FA컵 2라운드에서 결승골을 넣었으며, 8강전이었던 성남 FC와의 경기에서 장순규의 골을 어시스트하는 활약을 보여주었다.

## 클럽 경력
2016년 포항 스틸러스에 입단하였으며, 3월 2일에 열린AFC 챔피언스리그 H조 2차전 우라와 레즈와의 경기에서 선발 출전하여 프로 무대에 데뷔하였다. 또한 K리그 클래식에서도 개막전에 선발 출전하여 리그 데뷔전을 치렀다.
2017 시즌을 앞두고 경남 FC로 임대 이적하였으며, 34경기에 나서 10골 10도움을 기록하는 뛰어난 활약으로 경남 FC의 승격을 이끌었으며, 그 해 K리그 챌린지 베스트 11 미드필더 부분에 이름을 올리는 영예를 안았다. 2018 시즌을 앞두고 포항 스틸러스로 복귀하였다.
2018년 7월 28일 이석현과 트레이드 되면서 FC 서울에 입단하였다.
2020년 6월, 군 복무를 위해 상주 상무에 입대했다.

## 국가대표팀 경력
2016년 3월, 신태용 감독이 이끄는 U-23 대표팀의 알제리와의 평가전을 위한 스쿼드에 발탁되었다.

## 수상 내역

### 클럽
경남 FC
- K리그 챌린지 : 우승 (2017)

### 개인
- 2012년 아디다스 올인 챌린지리그 B조 최우수선수상(MVP)
- 2013년 U리그 챔피언십 베스트 영플레이어상
- 2015년 하계 유니버시아드 은메달
- K리그 챌린지 베스트 11 : (2017)